# オンコサーミア
オンコサーミアとは、即ち、特殊な変調がされたRF波による深部ハイパーサーミアのことである。
加熱するという点では従来のハイパーサーミアと同じだが、腫瘍への選択的な加熱と細胞内外の温度差による細胞のアポトーシスを誘発させる点が大きく異なる。
日本では2014年11月よりこの治療法が可能になった。

## 原理
オンコサーミアでは、フラクタル変調(ピンクノイズ)を変調された10MHz帯RF波を利用する。
この手法は通常細胞とことなり癌細胞が無秩序、独立の組織を形成するために起きるフラクタル変調された電波に対する吸収率の増加を利用している。
これによりミクロスケールの細胞組織に対する選択性を確保することに成功した。
この手法は治療法の発明元であるOncotherm社が特許を取得している。
さらに、以下の2点によって均一な加熱とは異なる作用が起こることも分かっている。
- 細胞外電解質の導電率の増加…がん細胞は代謝が大きくイオン輸送が活発でありイオン濃度が増加する。
- 低膜電位…血管からの酸素が十分に得られず嫌気性反応を行うためATP生成効率が低く膜電位の低下につながる。

これに加え、細胞膜は電気的に細胞内外を絶縁するため、電気力線は癌細胞内部を通らず細胞外電解質を迂回するルートをとる。結果、癌細胞そのものではなくその周辺が加熱され、これが細胞内外の温度差を生む。
この温度差がアポトーシスを与えるので、ネクローシスを目的とするハイパーサーミアほど強い熱を加える必要はない。
温度差は具体的にはわずか1/1000℃ほどであるが、細胞膜がわずか5nmほどの厚みしかないため、温度勾配は200,000℃/mと極めて大きい。
これによりオンコサーミアは温度非依存性を持つことになり、実際に腫瘍が38℃程度しか加熱されていない状況下でも細胞破壊効率が従来のハイパーサーミアの三倍を記録しておりその特異的な効果を裏付けている。
これは結果としてハイパーサーミアに比して皮膚の熱傷や通常細胞への被害を抑える利点を生ずる。
また、熱力学的作用や生体のフィードバック作用により変動する温度パラメータによる影響が微小であることは、放射線治療や投薬と同様積算量[単位:J/kg]で処方量を量的に表すことを可能にする。
これ以外の作用として、放射線治療におけるバイスタンダー効果と同様の効果が起きることがわかっている。
マウスを使った実験で、免疫治療とオンコサーミアの両方を用いた場合にそれぞれを単体で使用した場合と異なり遠隔地における腫瘍の増殖抑制が確認されたのである。
このほか、細胞間の結合を再構築することで腫瘍組織からの癌細胞転移を防止する効果が指摘されている。